# Teorema di fattorizzazione di Weierstrass
In matematica, il teorema di fattorizzazione di Weierstrass è un teorema dell'analisi complessa. Afferma che ogni funzione intera può essere espressa come un prodotto (eventualmente infinito) in funzione dei suoi zeri e, viceversa, che per ogni insieme discreto (ovvero senza punti di accumulazione) di punti del piano complesso esiste una funzione intera che ha zeri in quei punti ed in nessun altro.
Il teorema può essere considerato un'estensione del teorema fondamentale dell'algebra al caso delle funzioni intere.
Prende nome da Karl Weierstrass.

## Motivazione
Il teorema fondamentale dell'algebra afferma che ogni polinomio non costante a coefficienti complessi ha una radice, e quindi ha un numero di zeri uguale al proprio grado. Di conseguenza, ogni polinomio {\displaystyle P} può essere scritto come
{\displaystyle P(z)=a(z-z_{1})\cdots (z-z_{n})},
dove {\displaystyle z_{1},\ldots ,z_{n}} sono gli zeri di {\displaystyle P} (contati con la loro molteplicità) e {\displaystyle a} è il coefficiente direttore del polinomio. Viceversa, dato un insieme finito {\displaystyle z_{1},\ldots ,z_{n}} di punti (eventualmente con ripetizioni), esiste un polinomio, per la precisione {\displaystyle P(z):=(z-z_{1})\cdots (z-z_{n})}, i cui zeri sono esattamente {\displaystyle z_{1},\ldots ,z_{n}}.
Nel caso delle funzioni intere (che, anche a causa della loro rappresentazione in serie di Taylor, possono in un certo senso essere pensate come polinomi "di grado infinito"), tale approccio non può essere applicato direttamente. Da un lato, infatti, esistono funzioni intere che, pur non essendo costanti, non hanno zeri: l'esempio più semplice è costituito dall'esponenziale {\displaystyle e^{z}}. Dall'altro, esistono funzioni intere che hanno una quantità infinita di zeri: se il modulo di essi cresce troppo lentamente (ad esempio, se la funzione ha zeri in tutti gli interi positivi) allora il prodotto infinito {\displaystyle \prod _{n}(z-n)} non è convergente, e quindi non definisce una funzione (tanto meno una funzione intera) sull'intero piano complesso.

## Teorema
Sia {\displaystyle f} una funzione intera, siano {\displaystyle a_{1},a_{2},\ldots ,a_{n},\ldots } i suoi zeri non nulli (contati con molteplicità) e sia {\displaystyle m} l'ordine dello zero di {\displaystyle f} in 0 (se {\displaystyle f(0)\neq 0}, allora {\displaystyle m=0}). Allora esistono degli interi {\displaystyle m_{1},\ldots ,m_{n},\ldots } e una funzione intera {\displaystyle g} tali che il prodotto infinito
{\displaystyle z^{m}e^{g(z)}\prod _{n=1}^{\infty }\left(1-{\frac {z}{a_{n}}}\right)\exp \left({\frac {z}{a_{n}}}+{\frac {1}{2}}\left({\frac {z}{a_{n}}}\right)^{2}+\cdots +{\frac {1}{m_{n}}}\left({\frac {z}{a_{n}}}\right)^{m_{n}}\right)}
converge a {\displaystyle f}.
Viceversa, se {\displaystyle a_{1},\ldots ,a_{n},\ldots } è un insieme discreto di punti del piano (possibilmente con ripetizioni), tutti diversi da 0, e se {\displaystyle m_{1},\ldots ,m_{n},\ldots } sono interi tali che
{\displaystyle \sum _{n=1}^{\infty }\left({\frac {r}{|a_{n}|}}\right)^{1+m_{n}}<\infty }
per ogni numero reale {\displaystyle r>0} (dove {\displaystyle |a_{n}|} è il modulo di {\displaystyle a_{n}}), allora il prodotto infinito
{\displaystyle \prod _{n=1}^{\infty }\left(1-{\frac {z}{a_{n}}}\right)\exp \left({\frac {z}{a_{n}}}+{\frac {1}{2}}\left({\frac {z}{a_{n}}}\right)^{2}+\cdots +{\frac {1}{m_{n}}}\left({\frac {z}{a_{n}}}\right)^{m_{n}}\right)}
converge ad una funzione intera {\displaystyle f} i cui zeri sono esattamente {\displaystyle a_{1},\ldots ,a_{n},\ldots } (contati con molteplicità). In particolare, è sempre possibile prendere {\displaystyle m_{n}=n}.

### Definizioni seguenti dal teorema
Le funzioni {\displaystyle z\mapsto (1-z)\exp \left(z+{\frac {1}{2}}z^{2}+\cdots +{\frac {1}{m_{n}}}z^{m_{n}}\right)} sono a volte chiamate fattori elementari, e sono indicate come {\displaystyle E_{m_{n}}(z)}. La produttoria relativa a {\displaystyle f} può quindi essere scritta come
{\displaystyle z^{m}e^{g(z)}\prod _{n=1}^{\infty }E_{m_{n}}\left({\frac {z}{a_{n}}}\right)}.
Il minimo intero {\displaystyle \tau } tale che la sommatoria {\displaystyle \sum _{n=1}^{\infty }\left({\frac {r}{|a_{n}|}}\right)^{1+\tau }<\infty } converge è detto (se esiste) ordine di convergenza della successione {\displaystyle \{a_{n}\}}. Se la funzione {\displaystyle g} è un polinomio e {\displaystyle \tau } esiste, allora l'ordine della funzione {\displaystyle f} è definito come il massimo tra il grado di {\displaystyle g} e {\displaystyle \tau }; in caso contrario, l'ordine di {\displaystyle f} è infinito.

## Esempi
- {\displaystyle \sin(\pi z)=\pi z\prod _{n\neq 0}\left(1-{\frac {z}{n}}\right)e^{z/n}}
- {\displaystyle {\frac {1}{\Gamma (z)}}=ze^{\gamma z}\prod _{n=1}^{\infty }\left(1-{\frac {z}{-n}}\right)\exp \left({\frac {z}{-n}}\right)=ze^{\gamma z}\prod _{n=1}^{\infty }\left(1+{\frac {z}{n}}\right)e^{-z/n}}

dove {\displaystyle \Gamma } è la funzione Gamma e {\displaystyle \gamma } è la costante di Eulero-Mascheroni.

## Conseguenze e ampliamenti
La seconda forma del teorema può essere esteso a qualunque aperto {\displaystyle \Omega } di {\displaystyle \mathbb {C} }: data una successione di punti {\displaystyle a_{1},\ldots ,a_{n},\ldots ,} di {\displaystyle \Omega } senza punti di accumulazione in {\displaystyle \Omega }, esiste una funzione i cui zeri sono esattamente {\displaystyle a_{1},\ldots ,a_{n},\ldots ,}.
Una conseguenza del teorema di fattorizzazione di Weierstrass è che ogni funzione meromorfa {\displaystyle f} può essere scritta come quoziente di due funzioni intere: infatti, se {\displaystyle a_{1},\ldots ,a_{n},\ldots } è l'insieme dei poli di {\displaystyle f} (contati con molteplicità), allora esiste una funzione intera {\displaystyle h} i cui zeri sono esattamente {\displaystyle a_{1},\ldots ,a_{n},\ldots }. La funzione {\displaystyle g:=fh} non ha poli ed è quindi una funzione intera; di conseguenza, {\displaystyle f={\frac {g}{h}}} è quoziente di due funzioni intere.